# Canton d'Auch-Sud-Est-Seissan
Le canton d'Auch-Sud-Est-Seissan est une ancienne division administrative française située dans le département du Gers et la région Midi-Pyrénées.

## Composition
Le canton d'Auch-Sud-Est-Seissan regroupait dix communes et comptait 9 591 habitants (population municipale) au 1er janvier 2012.
| Communes    | Population (2012) | Code postal | Code Insee |
| ----------- | ----------------- | ----------- | ---------- |
| Auch        | 21 838            | 32000       | 32013      |
| Auterive    | 508               | 32550       | 32019      |
| Boucagnères | 141               | 32550       | 32060      |
| Haulies     | 81                | 32550       | 32153      |
| Labarthe    | 142               | 32260       | 32169      |
| Orbessan    | 213               | 32260       | 32300      |
| Ornézan     | 237               | 32260       | 32302      |
| Pessan      | 634               | 32550       | 32312      |
| Sansan      | 89                | 32260       | 32411      |
| Seissan     | 1 002             | 32260       | 32426      |

(1) fraction de commune, Auch quartiers Sud-Est.

## Histoire
Le canton d'Auch-Sud-Est est créé par le décret du 2 août 1973, en divisant le canton d'Auch-Sud qui disparaît.
Le décret du 16 janvier 1995 le renomme canton d'Auch-Sud-Est-Seissan.
Voir Canton d'Auch-Sud-Ouest.

## Administration
| Période | Période          | Identité               | Étiquette | Qualité |
| ------- | ---------------- | ---------------------- | --------- | --- |
| 1973    | 1976             | Pierre Préneron        | Mvt.réf.  | Archiviste départemental Maire de Seissan (1959-1990)                                                               |
| 1976    | 1987 (décès)     | Aimé Mauco (1920-1987) | PS        | Intendant des hôpitaux, adjoint au maire d'Auch (1977-1987)                                                         |
| 1987    | 1997 (démission) | Claude Desbons         | PS        | Chef d'entreprise Député (1997-2001), Maire d'Auch (1995-2001)                                                      |
| 1997    | 2015             | Claude Bourdil         | PS        | Expert-comptable retraité adjoint au maire d'Auch Ancien conseiller général du Canton d'Auch-Nord-Ouest (1988-1992) |

## Démographie
| 1990  | 1999  | 2006  | 2011  | 2012  |
| ----- | ----- | ----- | ----- | ----- |
| 9 184 | 8 554 | 9 171 | 9 793 | 9 591 |